# Herbstblond
Herbstblond ist der Titel der Autobiografie des deutschen Fernsehmoderators Thomas Gottschalk. Sie erschien im April 2015 im Heyne Verlag.
Im ersten Teil des Buches schildert Gottschalk seinen Aufstieg aus der oberfränkischen Kleinstadt Kulmbach zu einem der bekanntesten Fernsehmoderatoren Deutschlands. Im zweiten Teil widmet er sich allgemeinen Betrachtungen über Themen wie Ruhm, das Älterwerden, die Familie und Hollywood.

## Rezeption
Moritz von Uslar schrieb in der Zeit, der Leser werde „überrascht sein vom stillen, so wohltuend wenig zwanghaften Sound der Gottschalk-Biografie“. Denis Scheck nennt das Werk ein „über weite Strecken passables und einsichtsreiches, gelegentlich sogar amüsantes Buch“.
Das Buch stand bei Erscheinen auf Platz 1 in der Spiegel-Bestsellerliste.